# Xevioso orthomeles
Espèce
Xevioso orthomeles est une espèce d'araignées aranéomorphes de la famille des Phyxelididae.

## Distribution
Cette espèce se rencontre au Zimbabwe, en Eswatini et en Afrique du Sud.

## Description
Le mâle holotype mesure 9,88 mm et la femelle paratype 10,63 mm, les mâles mesurent de 8,13 à 9,88 mm et les femelles de 6,06 à 10,63 mm.

## Publication originale
- Griswold, 1990 : A revision and phylogenetic analysis of the spider subfamily Phyxelidinae (Araneae, Amaurobiidae). Bulletin of the American Museum of Natural History, no 196, p. 1-206 (texte intégral).